# Mein Kampf
Mein Kampf (hrv. Moja borba) je knjiga njemačkog nacističkog diktatora Adolfa Hitlera, u kojoj se kombiniraju elementi autobiografije i Hitlerovih političkih i ideoloških gledišta, koja su kasnija postala načela nacističke ideologije.

## Pisanje knjige
Prvi dio, pod naslovom Obračun (Die Abrechnung) Hitler je izdiktirao 1924. tijekom odsluženja zatvorske kazne zbog neuspjelog pokušaja puča 1923. (izdan je 18. srpnja 1925. godine). U njemu kombinira autobiografske dijelove s izlaganjem svoje rasističke ideologije, osobito naglašavajući antisemitizam. U drugom dijelu, nazvanom Nacionalsocijalistički pokret (Die Nazionalsocialistiche Bewegung), napisanom nakon izlaska iz zatvora krajem 1924. (izdan je 1926. godine) bavi se političkim programom nacističke stranke i metodama kojima će se poslužiti za dolazak i ostanak na vlasti.
Hitler je knjigu nazvao Viereinhalb Jahre des Kampfes gegen Lüge, Dummheit und Feigheit (Četiri i pol godine borbe protiv laži, gluposti i kukavičluka). Njegov izdavač Max Amann odlučio je da je naslov predug i prekompliciran i knjigu je objavio pod imenom Mein Kampf.
Iako je doslovno značenje njemačke riječi Kampf borba, neki tumače značenje ove riječi u ovom kontekstu i kao napad, obračun ili čak i rat (u mnogim je njemačkim borbenim jedinicama tijekom Drugog svjetskog rata stajala i riječ Kampf (Panzerkampfwagen, Sturzkampfflugzeug), pa to dalje upućuje na činjenicu da se naziv ove knjige može shvatiti i kao Moj rat a ne samo Moja borba.
Hitler je počeo diktirati svoju knjigu svom prijatelju u zatvoru Landsberg Emilu Maurice, onda nakon srpnja 1924. godine Rudolf Heßu, koji je kasnije knjigu objavio s još nekoliko izdavača. Za knjigu se u početku govorilo da je teška za čitati i teška za razumjeti, pa je kasnije u idućih 20 godina nekoliko puta preuređivana.

## Antisemitizam
Knjiga odražava većinu ideja i djela koja su kasnije došla do izražaja u Drugom svjetskom ratu. Pogotovo je došao do izražaja Hitlerov antisemitizam. Hitler je govorio da je jezik Esperanto jezik Židova i da ga zato treba ukinuti. U knjizi se još i ogleda ideja koja je živjela u Nijemaca još i ranije, a to je ideja "Drang nach Osten" (Težnja prema istoku), koja zapravo zahtjeva od Nijemaca proširenje na istok i stvaranje tzv. "Lebensraum" za generacije koje dolazi (Lebensraum je životni prostor, koji bi se nalazio na istoku Europe, pogotovo Rusije).
Hitler u knjizi govori mnogo o "Židovskoj zavjeri", ideji koja je i ranije bila zastupljena, a odražavala se kroz to da Židovi hoće zauzeti svjetsko prijestolje i vode svjetsko gospodarstvo. Ova ideja još uvijek živi, a neki misle da se i obistinila. Ona odražava Hitlerovo djetinjstvo i njegovu mladost, kada je studirao u Beču, gdje je čitao mnoge antisemitske knjige i divio se mnogim antisemitskim ideolozima i piscima koji su pozivali na uništenje Židova. Jedan od najvećih takvih ideologa je bio njemački kompozitor Richard Wagner, koji je u svojim muzičkim djelima uvijek bio militaristički nastrojen prema Židovima, pozivajući na njihovo istrebljenje iz Europe. Hitler je u knjizi napisao da je jednom prilikom vidio Židova i upitao se "Je li ovo Nijemac?". Tu se rodila njegova mržnja prema Židovima (inače Židovi su u to vrijeme živjeli jako dobro, držali su neke od najvažnijih društvenih i gospodarskih položaja i medija).
Hitler tako u poglavlju svoje knjige "poziv na hitnu akciju" spominje upotrebu plina nad Židovima: "Da je početkom rata (misli se na Prvi svjetski rat) 12 ili 15 tisuća Židova smješteno u plinske komore i pobijeno, onda milijuni žrtava koje je podnijela Njemačka ne bi bili uzalud, već bi bili blagoslovljeni."

## Komunizam
U knjizi je, u političkom smislu, Hitler najavio i pozivao na ono što on naziva zlim blizancima: komunizam i Židovstvo. Pozivao je njemački narod da komuniste i Židove izbrišu s lica zemlje, i rekao da ako se nitko drugi ne angažira za to, on je voljan prihvatiti tu svetu ulogu za njemački narod i arijevsku rasu. Također je krivio i njemačku vladu, koju je smatrao suradnikom Židova i komunista, i držao ju je odgovornom za tadašnju krizu u svakom smislu koja je tada vladala u Njemačkoj. Zato je pozivao i da se skine s vlasti ova vlada i da se svi njeni pripadnici smaknu na najokrutniji način.

## Vanjska politika
Što se tiče vanjske politike, pozivao je na savez s Ujedinjenim Kraljevstvom i fašističkom Italijom, i tako zbacivanje sramote Versajskog sporazuma.